# Statistisk sentralbyrå
Lo Statistisk sentralbyrå ("ufficio centrale di statistica", abbreviato con SSB, noto anche con la dizione inglese Statistics Norway) è un ente di ricerca pubblico norvegese che raccoglie, analizza e pubblica le informazioni statistiche sull'economia, la popolazione e la società nel paese.
Pubblica circa 1000 documenti all'anno, fruibili gratuitamente dal sito internet. Tutti i documenti sono disponibili in norvegese e in inglese.
Amministrativamente dipende dal ministero delle finanze ma opera indipendentemente dalle altre agenzie governative. Il consiglio di direzione è nominato dal governo.
Opera prevalentemente analizzando dati da registri ma spesso raccoglie dati da sondaggi e questionari.